# Dolenja Brezovica, Brezovica
Dolenja Brezovica este o localitate din comuna Brezovica, Slovenia, cu o populație de 15 locuitori.